# Protoptila georgiana
Protoptila georgiana là một loài Trichoptera trong họ Glossosomatidae. Chúng phân bố ở miền Tân bắc.